# Lindy Leveau-Agricole
Lindy Brigitte Leveau-Agricole (sinh ngày 14 tháng 11 năm 1978 tại Victoria, Seychelles) là một tay ném lao người Seychelles. Cú ném tốt nhất của cô ấy là 57,86 mét, đạt được vào tháng 6 năm 2005 tại Victoria. Đây là kỷ lục quốc gia. Cô cũng giữ kỷ lục quốc gia trong các đẩy tạ và ném đĩa.

## Thành tích
| Năm                         | Giải đấu                    | Địa điểm                    | Thứ hạng                    | Nội dung                    | Chú thích                   |
| Representing the Seychelles | Representing the Seychelles | Representing the Seychelles | Representing the Seychelles | Representing the Seychelles | Representing the Seychelles |
| --------------------------- | --------------------------- | --------------------------- | --------------------------- | --------------------------- | --------------------------- |
| 1996                        | African Championships       | Yaoundé, Cameroon           | 2nd                         | Javelin throw (old)         | 42.24 m                     |
| 1996                        | World Junior Championships  | Sydney, Australia           | 20th (q)                    | Discus throw                | 33.90 m                     |
| 1996                        | World Junior Championships  | Sydney, Australia           | 23rd (q)                    | Javelin throw (old)         | 39.06 m                     |
| 1998                        | African Championships       | Dakar, Senegal              | 1st                         | Javelin throw (old)         | 47.56 m                     |
| 1998                        | World Cup                   | Johannesburg, Nam Phi       | 8th                         | Javelin throw (old)         | 43.18 m                     |
| 1998                        | Commonwealth Games          | Kuala Lumpur, Malaysia      | 7th                         | Javelin throw (old)         | 42.94 m                     |
| 1999                        | All-Africa Games            | Johannesburg, South Africa  | 7th                         | Discus throw                | 41.78 m                     |
| 1999                        | All-Africa Games            | Johannesburg, South Africa  | 4th                         | Javelin throw               | 47.55 m                     |
| 2000                        | African Championships       | Algiers, Algérie            | 2nd                         | Javelin throw               | 50.88 m                     |
| 2001                        | Jeux de la Francophonie     | Ottawa, Canada              | 5th                         | Javelin throw               | 53.11 m                     |
| 2001                        | World Championships         | Edmonton, Canada            | 21st (q)                    | Javelin throw               | 49.40 m                     |
| 2003                        | All-Africa Games            | Abuja, Nigeria              | 2nd                         | Javelin throw               | 53.23 m                     |
| 2003                        | Afro-Asian Games            | Hyderabad, India            | 8th                         | Javelin throw               | 49.41 m                     |
| 2005                        | Jeux de la Francophonie     | Niamey, Niger               | 5th                         | Discus throw                | 40.25 m                     |
| 2005                        | Jeux de la Francophonie     | Niamey, Niger               | 1st                         | Javelin throw               | 53.92 m                     |
| 2006                        | Commonwealth Games          | Melbourne, Australia        | 7th                         | Javelin throw               | 54.50 m                     |
| 2006                        | African Championships       | Bambous, Mauritius          | 3rd                         | Javelin throw               | 54.41 m                     |
| 2007                        | All-Africa Games            | Algiers, Algérie            | 2nd                         | Javelin throw               | 56.49 m                     |
| 2007                        | World Championships         | Osaka, Japan                | —                           | Javelin throw               | NM                          |
| 2008                        | African Championships       | Addis Ababa, Ethiopia       | 2nd                         | Javelin throw               | 52.92 m                     |
| 2009                        | Jeux de la Francophonie     | Beirut, Lebanon             | 1st                         | Javelin throw               | 57.48 m                     |
| 2010                        | African Championships       | Nairobi, Kenya              | 4th                         | Javelin throw               | 52.42 m                     |
| 2011                        | All-Africa Games            | Maputo, Mozambique          | 3rd                         | Javelin throw               | 51.26 m                     |